# A Trilogia do Cairo

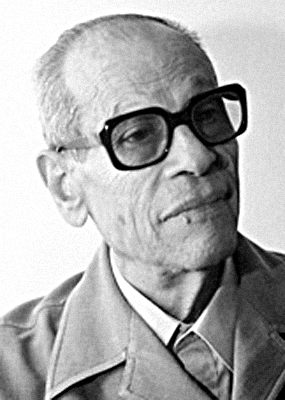
Nagib Mahfouz, autor de A Trilogia do Cairo.

A Trilogia do Cairo ou, em árabe, Al-Thulathiyya é um romance do egípcio vencedor do Prêmio Nobel de Literatura Naguib Mahfouz publicado em 1956 e 1957. É considerada a obra-prima do autor, composta por 3 volumes: Bayn al-Qasrayn (1956 - Entre Dois Palácios), Qasr al-Shawq (1957 - Palácio do Desejo) e al-Sukkariyya (1957 - O Jardim do Passado), lançados no Brasil pela Editora Record. Através dessa série, Naguib Mahfouz ganhou projeção internacional, levando esse interesse para as suas demais obras já publicadas.

## Enredo
A trilogia conta a história de três gerações da família de Al-Sayyid Amad Abd Al-Jawad (ou Ahmed Abd el-Gawwad na tradução brasileira), tratando dos costumes da época, com momentos íntimos da casa e das relações familiares, acompanhando a história do Egito através de um Cairo efervescente cultural e politicamente.
Na história, o cotidiano se mistura a todo momento com a política, inspirando o envolvimento direto da juventude egípcia e as consequências das repressões por parte ocupação britânica no país. O romance se passa desde a Revolução Egípcia de 1919 até a Revolução de 1952 que depôs o monarca Farouk I e que tinha como um dos líderes Gamal Abdel Nasser, abordando também as consequências e influências da Segunda Guerra Mundial no país.
O romance trata com maestria a dicotomia entre o tradicional e a modernidade em todos os âmbitos da sociedade egípcia, inclusive no coração dos homens e suas controvérsias. O próprio patriarca da família Ahmed Abd el-Gawwad se mostra como um tirano tradicionalista em casa, enquanto é um amigo liberal e até mesmo devasso nas ruas. Muitos personagens acabam tendo esse questionamento entre manter os costumes tradicionais, pelo menos na aparência, ou seguir a modernização proposta pela esfera mais jovem ou intelectual da sociedade, influenciada por obras e costumes europeus.
Os ideais políticos, a intelectualidade e a religiosidade também são temas abordados para apresentar o embate entre o passado e o novo pensamento do Cairo, assim como a evolução do papel da mulher na sociedade.
O núcleo central da história é formado por Ahmed, pequeno comerciante casado com Amina, esposa tradicional e submissa ao marido, e seus filhos Yasine, Fahmi e Kamal, e as filhas Khadiga e Aisha. Yasine, filho mais velho, segue o comportamento controverso do pai, entregue aos desejos e se valendo dos privilégios masculinos na sociedade egípcia da época. Fahmi é um estudante ativista repleto de ideias, retratando o crescente interesse da juventude na política do seu país que se encontrava para intensos debates nas casas de chá. Kamal é o filho mais novo, sensível, que tem a formação da sua personalidade marcada pelo temor ao pai, o carinho da mãe, por um amor platônico de sua juventude, assim como pelos estudos e pelas discussões com seus amigos da escola, até ir se firmando como um intelectual. Já Khadiga e Aisha seguem os passos da mãe, se dedicando ao lar e à família, mas cada uma à sua maneira, de acordo com sua personalidade, o que as conduz por eventos bem diferentes.
A Trilogia do Cairo é um retrato envolvente das ruas, das crenças e costumes, da sociedade, dos efeitos políticos e como aconteceu a transição para a sua modernização.